# Ukrajinska kulturna dediščina med rusko invazijo
Rusija je 24. februarja 2022 sprožila veliko eskalacijo v Rusko-ukrajinski vojni in začela invazijo na Ukrajino, ki je največji vojaški napad v Evropi po drugi svetovni vojni. Med spopadi je bilo uničeno, poškodovano ali ogroženo veliko ukrajinske kulturne dediščine. Namerno uničenih in plenjenjih je bilo več kot 500 primerov ukrajinske kulturne dediščine in velja za vojni zločin. Ukrajinski minister za kulturo je to označil za kulturni genocid.

## Pravna zaščita
Po mednarodnem humanitarnem pravu so kulturne dobrine posebej zaščitene. Protokol I Ženevske konvencije in Haaška konvencija o varstvu kulturnih dobrin v primeru oboroženega spopada (Ukrajino in Rusijo sta zavezanci obeh) državam podpisnicam prepovedujeta uporabo zgodovinskih spomenikov za podporo svojih vojaških prizadevanj ali jih izrabiti za maščevanje ali sovražnosti. Drugi protokol k Haaški konvenciji dovoljuje napade na kulturne dobrine le v primeru »izjemne vojaške nuje«, ko ni druge izvedljive alternative. Napadi na kulturno dediščino so vojni zločini in jih je mogoče preganjati pred Mednarodnim kazenskim sodiščem.

## Pomembni primeri kulturne dediščine v Ukrajini
Ukrajina ima sedem območij Unescove svetovne dediščine, kot je npr. katedrala sv. Sofije v Kijevu, kijevsko-pečerska lavra in celotna središče Lvova. Dodatna območja v Harkovu, Mikolajivu in Černigovu so bila v obravnavi za status svetovne dediščine, vendar pred invazijo niso bila dodana nanj.
Konec aprila 2022 je Politico poročal, da je Ukrajina razbitino ruske križarke Moskva, ki je bila potopljena v vojni, registrirala kot območje »podvodne kulturne dediščine«.

## Prizadevanja za ohranitev

### Domače
Direktor Nacionalnega muzeja zgodovine Ukrajine v Kijevu, Fedir Androščuk, je sodeloval pri zavarovanju muzeja pred napadi in morebitnim plenjenjem. Androščuk je poročal, da je štirim drugim muzejem v Vinici, Žitomirju, Sumiju in Černigovu uspelo odstraniti, shraniti in zaščititi svoje glavne razstave, muzej v Vinici pa je tudi služil kot bivališče za begunce. Umetniški kolektiv Asortimentna kimnata je ustvarila več bunkerjev in pri evakuaciji in zaščiti eksponatov sodeloval z galerijami v Kijevu, Mariupolu, Odesi, Zaporožju in drugod.
Številni spomeniki in obeležja so bili zaščiteni z vrečami peska ali oviti v različne materiale. V Kijevu je bilo od sredine aprila na ta način zaščitenih približno 28 objektov. Prebivalci Lvova so z ovijanjem v plastiko, peni in druge materiale poskušali pomagati zaščititi več kamnitih kipov in fontan, ki jih ni bilo mogoče razstaviti. Lvovska fundacija za ohranjanje arhitekturnih in zgodovinskih spomenikov je pripravila lesene okvirje in deske za zaščito spomenikov in vitražev cerkev.
28. marca je ukrajinsko Ministrstvo za digitalno preobrazbo ustanovilo muzej Nezamenljivh žetonov (NFT), da bi pomagali ohraniti državnost in zgodovino Ukrajine, ves izkupiček od prodaje pa je šel ministrstvu. Do 1. aprila je bilo s prodajo NFT zbranih približno 600,000 $, pri čemer so bila sredstva predvidena za pomoč pri obnovi muzejev, gledališč in drugih kulturnih institucij, ki so bile uničene ali poškodovane.
Številni predmeti kulturne dediščine, ki so v Ukrajini morali biti zaščiteni pred rusko invazijo, so tudi del ruske kulture.
Kmalu po invaziji je UNESCO sporočil, da si po celotni državi prizadeva označiti vse ključne zgodovinske spomenike in kraje z emblemom Haaške konvencije iz leta 1954, ki je mednarodno priznan simbol za zaščito kulturne dediščine v oboroženih spopadih. Organizacija je sodelovala tudi z direktorji državnih muzejev pri usklajevanju konservatorskih prizadevanj za zaščito zbirk in spremljala morebitno škodo na kulturnih spomenikih s pomočjo satelitskih posnetkov. Kmalu po invaziji so uradniki Mednarodnega sveta muzejev začeli dokumentirati ukradene artefakte in dele, na katere bi lahko naleteli organi kazenskega pregona.
Kulturne ustanove na Poljskem so ponudile pomoč prek Odbora za pomoč muzejem Ukrajine, ustanovljenega kmalu po invaziji. Odbor je ponudil podporo vsem muzejem in kulturnim ustanovam v Ukrajini za podporo in zavarovanje njihovih zbirk ter dokumentacijo, digitalizacijo in popis. Pomoč drugih ustanov se je nadaljevala vso vojno. Maja 2022 je češko ministrstvo za kulturo naročilo Narodnemu muzeju v Pragi, naj pošlje embalažni material in varnostno opremo, kot so mehurčkasta pena za ovijanje, gasilni aparati in iverne plošče za prekrivanje oken.
Marca 2022 se je začelo prizadevanje Reševanje ukrajinske kulturne dediščine na spletu, ki izvaja varnostno kopiranje in hranitev potencialno ogroženih podatkov in tehnologije ukrajinskih kulturnih institucij.

## Škoda
UNESCO je 23. decembra poročal o uničenju ali poškodovanju najmanj 231 objektov: 102 verskih objektov, 18 muzejev, 81 stavb zgodovinskega in/ali umetniškega pomena, 19 spomenikov in 11 knjižnic. Ta seznam vsebuje samo primere, ki so bili potrjeni iz več verodostojnih virov,in ne vsebuje površinskih poškodb, kot so razbita okna in vrata. Ministrstvo za kulturo Ukrajine je 25. decembra 2022 poročalo o 1189 primerih poškodb ali uničenja kulturnih predmetov, med njimi 563 »ustvarjalnih središč«, 453 knjižnic, 63 muzejev in galerij, 18 gledališč in filharmonij ter 92 ustanov za umetnostno izobraževanje. 21 jih je bilo obravnavanih kot spomenik državnega pomena. Okoli 100 objektov je bilo popolnoma ali skoraj popolnoma uničenih. Laboratorij za spremljanje kulturne dediščine v Naravoslovnem muzeju v Virginiji je 10. junija 2022 poročal o dokazih o 458 poškodovanih kulturnih znamenitostih. Ekipa New York Times Visual Investigations je sestavila seznam približno 339 zgradb, spomenikov in drugih kulturnih ustanov, ki so bile delno ali popolnoma uničene do decembra 2022, pri čemer je bila glavna pozornost namenjena Donbasu.
25. februarja 2022 muzej zgodovine in lokalne zgodovine v Ivankivu, približno 80 km od Kijeva, po ruskem bombardiranju v celoti pogorel. V muzeju so bila ljudska umetniška dela, med drugim tudi slike Marije Primačenko in dela Gane Veres. Nekaj slik in drugih eksponatov so iz gorečega objekta rešili domačini. Število umetniških del Primačemlpve, Veresove in drugih umetnikov, ki so bila uničena ali poškodovana, ni znano.
Spominski center holokavsta Babin jar, ki je bil še v gradnji, je bil poškodovan 1. marca 2022. Poškodovana je bila muzejska stavba in sosednje pokopališče. Stavba Kijevske male opere je bila poškodovana 15. marca.
Bitko za Harkov je bila poškofovana katedrala Marijinega vnebovzetja v Harkovu. Umetnine in vitraže v katedrali je poškodoval manevrirni izstrelek, ki je poškodoval tudi mestno jedro Harkova. V Harkovu je bila zaradi ruske vojske prav tako poškodovana stavba Slovo, spomenik žrtvam holokavsta v Drobickem jaru, zunanjost umetnostnega muzeja v Harkovu, stavba Harkovske regionalne uprave, stavba Harkovskega mestnega sveta, stavba opere in baleta in stavba ekonomske fakultete Univerze v Harkovu.
V Harkovski oblasti je bilo močno poškodovano tudi mesto Izjum, kjer so bile v bitki poškodovane ali uničene zgodovinske zgradbe, cerkve, spomeniki in kamnite skulpture Polovcev iz 9.-13. stoletja.
Marca 2022 je rusko obstreljevanje uničilo tri lesene cerkve iz 19. stoletja: cerkev sv. Jurija v Zavoričih, cerkev Marijinega rojstva v Vjazivki in cerkev Gospodovega vnebohoda v Lukjanivki. Vse te cerkve so bile del moskovskega patriarhata. Svjatogirska lavra je bila večkrat poškodovana zaradi zračnih napadov in obstreljevanja med 12. marcem 2022 in začetkom junija, ko je območje okupirala Rusija. Več cerkva samostana je bilo popolnoma uničenih, druge zgradbe pa poškodovane. V prvem bombnem napadu je bilo tudi ranjenih več beguncev, ki so v samostanu poiskali zatočišče.
Regionalno dramsko gledališče Doneck v Mariupolu, zgrajeno leta 1960, je bilo 16. marca 2022 zaradi ruskih zračnih napadov skoraj povsem uničeno. 23. marca 2022 je bil uničen umetniški muzej, ki je bil posvečen umetniku Arhipu Kujindžiju in je hranil dela tudi drugih ukrajinskih umetnikov. Nekatera dela so bila predhodno odstranjena. Septembra 2022 je Rusija z raketo zadela dvorišče akademskega dramskega gledališča v Mikolajivu in povzročila veliko škodo.
Od 24. februarja 2022 je bil oblegan Černigov. 11. marca je bila skoraj popolnoma uničena hiša Vasila Tarnovskega v Muzeju ukrajinskih starin. Regionalna mladinska knjižnica v Černigovu v neogotskem slogu je bila močno poškodovana. 6. marca je bil zadet regionalni muzej umetnosti Černigov. Isti dan je bil tudi poškodovan literarni muzej-rezervat Černigov. Poročali so tudi o škodi v kinu Ščors, hotelu Ukrajina in muzejski podružnici, posvečeni vojski, katere vsebina je bila pred tem umaknjena v trezor. Černigovska znanstvena knjižnica Korolenko je bila bombardirana in poškodovana 30. marca.
Med obleganjem Mariupola je bil uničen Club 8-bit, en največjih zasebnih računalniških muzejev v Ukrajini, ki je v zbirki hranil več kot 500 kosov računalniške zgodovine iz 50-ih let.
Župan mesta Trostjanec je aprila 2022 sporočil, da je bil dvorec Koenig iz 18. stoletja, v katerem je domoval lokalni zgodovinski muzej, muzej čokolade, umetniška galerija, galerija skladatelja Petra Čajkovskega in vrtove, bil med rusko okupacijo in obstreljevanjem poškodovan. Istega meseca so ukrajinske oblasti namenoma razstavile 27-metrski bronasti kip, ki je upodabljal ukrajinskega in ruskega delavca, ki skupaj držita sovjetski red prijateljstva in se stojita pod lokom prijateljstva med narodi. Spomenik je bil postavljen leta 1982 ob 60. obletnici Sovjetske zveze, vendar je Ukrajina o odstranitvi razpravljala že od leta 2016.
4. maja so ukrajinski kulturni inšpektorji sporočili, da so ruski vojaki uničili kurgane, starodavne gomile, stare več kot 2000 let. Gomile, visoki tudi do 15 metrov, so bile uporabljene kot dvignjeni položaji za topove.
6. maja je po ruskem obstreljevanju zgorel spominski muzej Grigorija Skovorode v Skovorodinivki v Harkovski oblasti. Najvrednejše eksponate so shranili na varno že pred tem.
8. maja je rusko obstreljevanju poškodovalo zgodovinsko judovsko pokopališče v Gluhivu. Nekaj grobov so uničila padajoča drevesa, pokopališče pa so zasule ruševine streh sosednjih hiš.
Od junija 2023 je bilo samo v Harkovski oblasti zabeleženih 634 primerov ruskih topniških ali raketnih napadov na izobraževalne in kulturne ustanove, dokazi pa so kazali na namerno ciljanje.

### Plenjenje
Aprila 2022 je mestni svet v Mariuplu sporočil, da je bilo iz muzejev v mestu ukradenih več kot dva tisoč eksponatov, vključno z originalnimi deli Arhipa Kujindžija in Ivana Ajvazovskega. Večino eksponatov iz lokalnega muzeja in muzeja umetnosti Kujindži so odstranile ruske okupacijske sile. Direktorica muzeja Natalija Kapustnikova je za prokremeljski časopis Izvestija povedala, da je dela Ajvazovskega in Kujindžija sama dala ruskim silam »po koncu sovražnosti«.
Maja 2022 so ukrajinski uradniki trdili, da so ruske sile iz Melitopola izropali zbirke skitskih artefaktov. Ukrajinski minister za kulturo Oleksandr Tkačenko je poročal, da so ruske sile do oktobra 2022 izropale na tisoče artefaktov iz skoraj štiridesetih ukrajinskih muzejev. Tkačenko je nadalje izjavil, da je škoda zaradi ruskega ropanja in uničevanja kulturnih spomenikov znašala stotine milijonov evrov. Pred umikom iz Hersona novembra 2022 so Rusi izropali dva glavna muzeja v Hersonu - iz njiju je bilo ukradenih približno 10.000 eksponatov. Prepeljani v muzeje na okupiranem Krimu.
Konec leta 2022 so v okupiranem Mariupolu Rusi uničili fresko Saše Korbana Milana, ki se je nahajala na eni izmed stavb v mestu in je prikazovala 3-letno Milano Abdurašitovo, ki je leta 2015 preživela raketni napad ruskih posredniških sil.

## Spletna kulturna dediščina
Mednarodni prostovoljci si prizadevajo arhivirati digitalno vsebino ukrajinske kulturne dediščine, ki ji grozi uničenje zaradi ruske invazije leta 2022. Internet Archive podpira različna prizadevanja, vključno s pobudo Reševanje ukrajinske kulturne dediščine na spletu, ki se je začela 1. marca 2022.
Projekt Backup Ukraine (Varnostno kopirajmo Ukrajino) skuša s pomočjo interneta ohraniti kulturno dediščino. Prostovoljci projekta 3D skenirajo predmete (od vsakdanjih do umetnin) in jih nalagajo v bazo podatkov. Google je ustvaril Ukraine is Here (Ukrajina je tukaj), ki uporabnikom omogoča 3D sprehod po 40 različnih kulturnih znamenitosti.

## Posledice škode na dediščini
Glavni raziskovalec na ukrajinskem inštitutu za arheologijo Oleksandr Simonenko je v intervjuju dejal, da je vsakršno ropanje in uničevanje artefaktov nenadomestljivo in da bi izginotje ukrajinske kulture bila katastrofa. Ukrajinska prva dama Olena Zelenska je med govorom v New Yorku septembra 2022 napade na kulturno dediščino in muzeje označila za vojno proti ukrajinski identiteti. Direktor Nacionalne galerije umetnosti v Lvovu Taras Voznjak je izrazil podobno mnenje: »Putin ve, da bo Ukrajina brez umetnosti, brez naše zgodovine imela šibkejšo identiteto.«
Nekateri akademiki so izrazili zaskrbljenost, da je rusko uničevanje ukrajinske kulture poskus uničenja nacionalne identitete v primeru, da Ukrajina zmaga v vojni. Direktor centra za svetovno dediščino UNESCO je izjavil, da Ukrajina ne izgublja le kulturne dediščine ampak tudi svojo identiteto in del zgodovine. Posebni poročevalec ZDA za kulturne pravice je opozoril, da bodo dvomi v in zanikanje ukrajinske identitete in zgodovine, komentarji vodilnih ruskih oseb in uničevanje kulturne dediščine imeli trajne posledice.
Predsednik organizacije Blue Shield Denmark je opozoril, da je uničevanje kulturne dediščine najhitrejši način za spodkopavanje nacionalne identitete in da je lekcija druge svetovne vojne in drugih konfliktov bila, da je reševanje kulturne dediščine države najboljša pot za ponovno izgradnjo družbe po vojni.

## Odzivi
Ukrajinski akademiki so izrazili zaskrbljenost glede »razvijajoče se kulturne katastrofe«.
Center Simona Wiesenthala je 7. marca 2022 po poročilih, da je Rusija bombardirala spominski center na holokavst v Babin jaru, pozval UNESCO, naj sprejme takojšnje ukrepe za zaščito vseh verskih in kulturnih znamenitosti v Ukrajini. Pozval je tudi k prepovedi gostovanja Rusije na konferenci o svetovni dediščini, ki je bila načrtovana za 19. in 30. junij v Kazanu v Rusiji.
Ministrstvo za kulturo in informacijsko politiko Ukrajine je 9. marca razglasilo začetek zbiranja informacij o uničenju kulturne dediščine. Pozvalo je, naj se med vojno ne razširja informacij o načinih varovanja kulturnih spomenikov ali lokacij ali gibanju muzejskih zbirk. Ukrajinska kulturna fundacija je 5. aprila izdala interaktivni zemljevid Zemljevid kulturnih izgub, ki prikazuje uničene ali poškodovane spomenike kulturne dediščine.
Po poročilih o plenjenju skitskih artefaktov s strani ruskih vojakov, je grška ministrica za kulturo Lina Mendoni plenjenje označila za gnusno in barbarsko in izpostavila rusko plenjenje po drugi svetovni vojni, ko je bil med drugim Priamov zaklad iz izkopavanj Troje odpeljan v Rusijo, kjer je še danes. Pozvala je k oblikovanju seznama za preprečevanje nezakonite trgovine z naropanimi artefakti in oblikovanju platforme za zbiranje informacij o njih.